# Inzisalpunkt

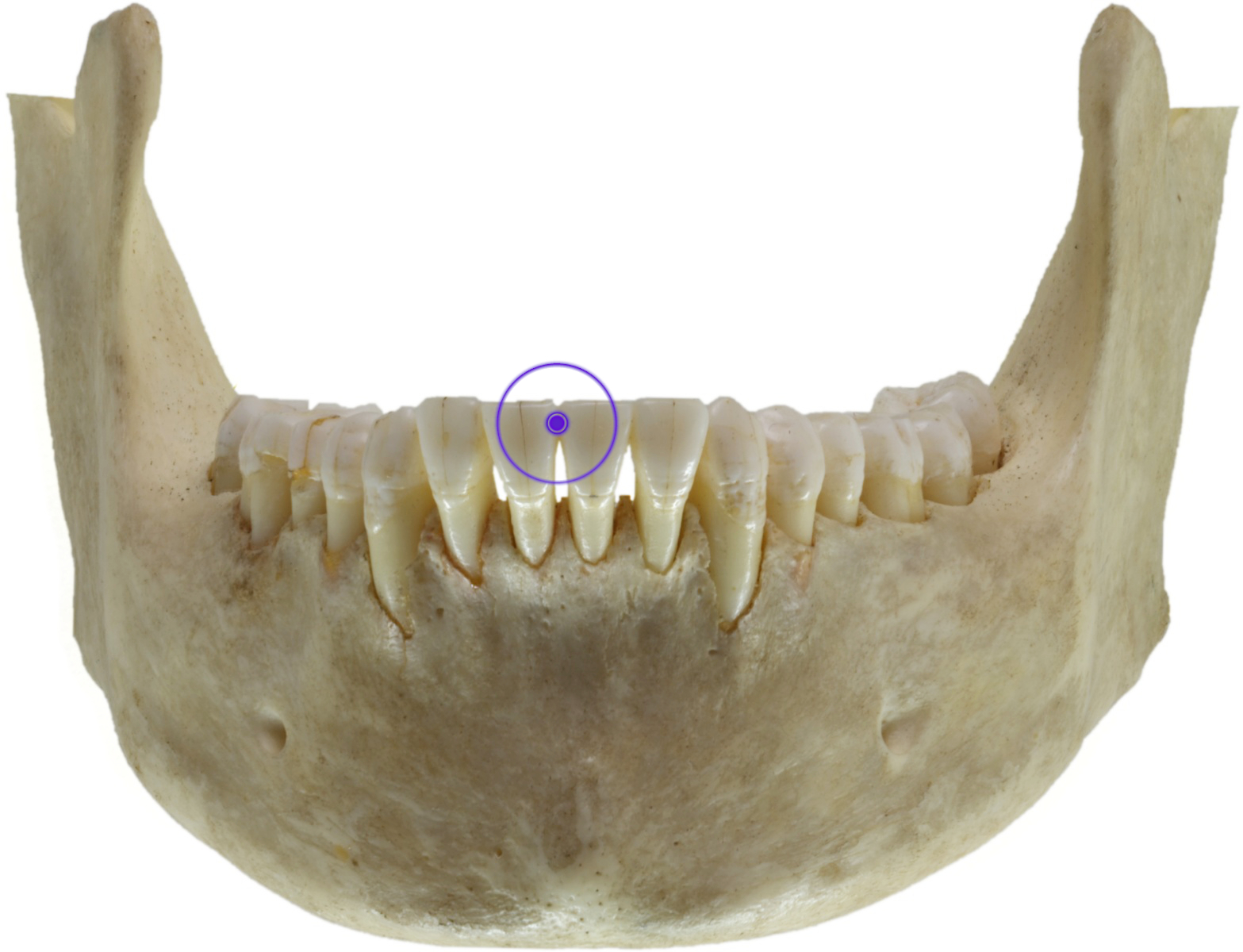
Inzisalpunkt am menschlichen Unterkiefer

Der Inzisalpunkt, auch Incisale, (lat. Incisivus Schneidezahn) ist der Referenzpunkt bei der Schädelvermessung (Kephalometrie) und der Gebissvermessung. Der Inzisalpunkt ist der Berührungspunkt der Schneidekanten der beiden unteren mittleren Schneidezähne (mesialer Approximalkontakt). Er liegt 1 mm unterhalb der Schneidekanten. Er definiert zusammen mit den geometrischen Mittelpunkten der Kondylen des Kiefergelenks das Bonwill-Dreieck. Beim Einartikulieren von Gebissmodellen in einen Artikulator wird der Inzisalpunkt auf den Inzisalstift ausgerichtet.
Des Weiteren wird der Inzisalpunkt im Rahmen des Posselt-Diagramms dazu verwendet den Bewegungsumfang des Unterkiefers grafisch darzustellen, indem er bei Kieferbewegungen nachverfolgt wird.
Die Spitze der Schneidekante des am weitesten nach vorn (labial) stehenden mittleren oberen bzw. unteren Schneidezahns wird als Inzision bezeichnet.